# Zyginella bifurcata
Zyginella bifurcata är en insektsart som beskrevs av Mathew och K. Ramakrishnan 2002. Zyginella bifurcata ingår i släktet Zyginella och familjen dvärgstritar. Inga underarter finns listade i Catalogue of Life.